# Armin Joseph Deutsch
Armin Joseph Deutsch (Chicago, 25 gennaio 1918 – Pasadena, 11 novembre 1969) è stato un astrofisico e scrittore di fantascienza statunitense.

## Biografia
Laureatosi nel 1940 presso l’Università dell’Arizona, conseguì il dottorato in astronomia presso l’Università di Chicago nel 1946. Lavorò presso diverse università statunitensi e operò in osservatori astronomici. Dal punto di vista scientifico si occupò dello studio delle stelle variabili su cui scrisse numerosi articoli scientifici. É noto anche nel campo della tomografia ad effetto Doppler che discusse in un convegno nel 1958. Dal 1964 al 1967 fu consulente della American Astronomical Society
Come scrittore è noto per il suo breve racconto di fantascienza Una metropolitana chiamata Moebius (A Subway Named Mobius, 1950) in cui descrive la scomparsa di un treno della metropolitana di Boston nella complessità topologica della rete ferroviaria. Dal racconto, tradotto in più lingue, è stato ricavato il film Moebius del 1996.

## Riconoscimenti
Ad Armin Joseph Deutsch l'Unione Astronomica Internazionale (UAI) ha intitolato il cratere lunare Deutsch.